# Platyrhacus balsapuertus
Platyrhacus balsapuertus är en mångfotingart som beskrevs av Chamberlin 1941. Platyrhacus balsapuertus ingår i släktet Platyrhacus och familjen Platyrhacidae. Inga underarter finns listade i Catalogue of Life.